# Sint-Laurentiuskerk (Wielsbeke)

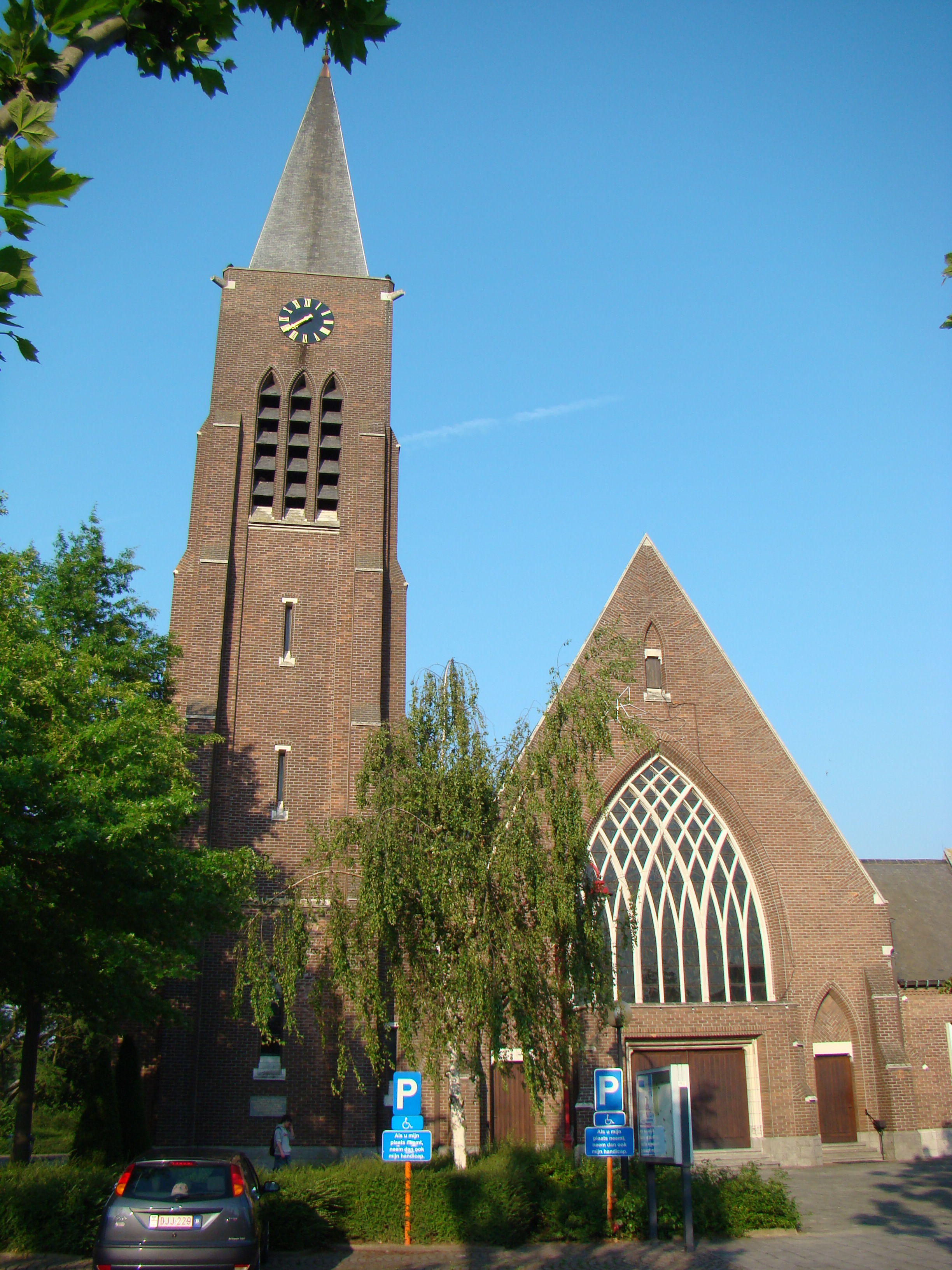
Sint-Laurentiuskerk

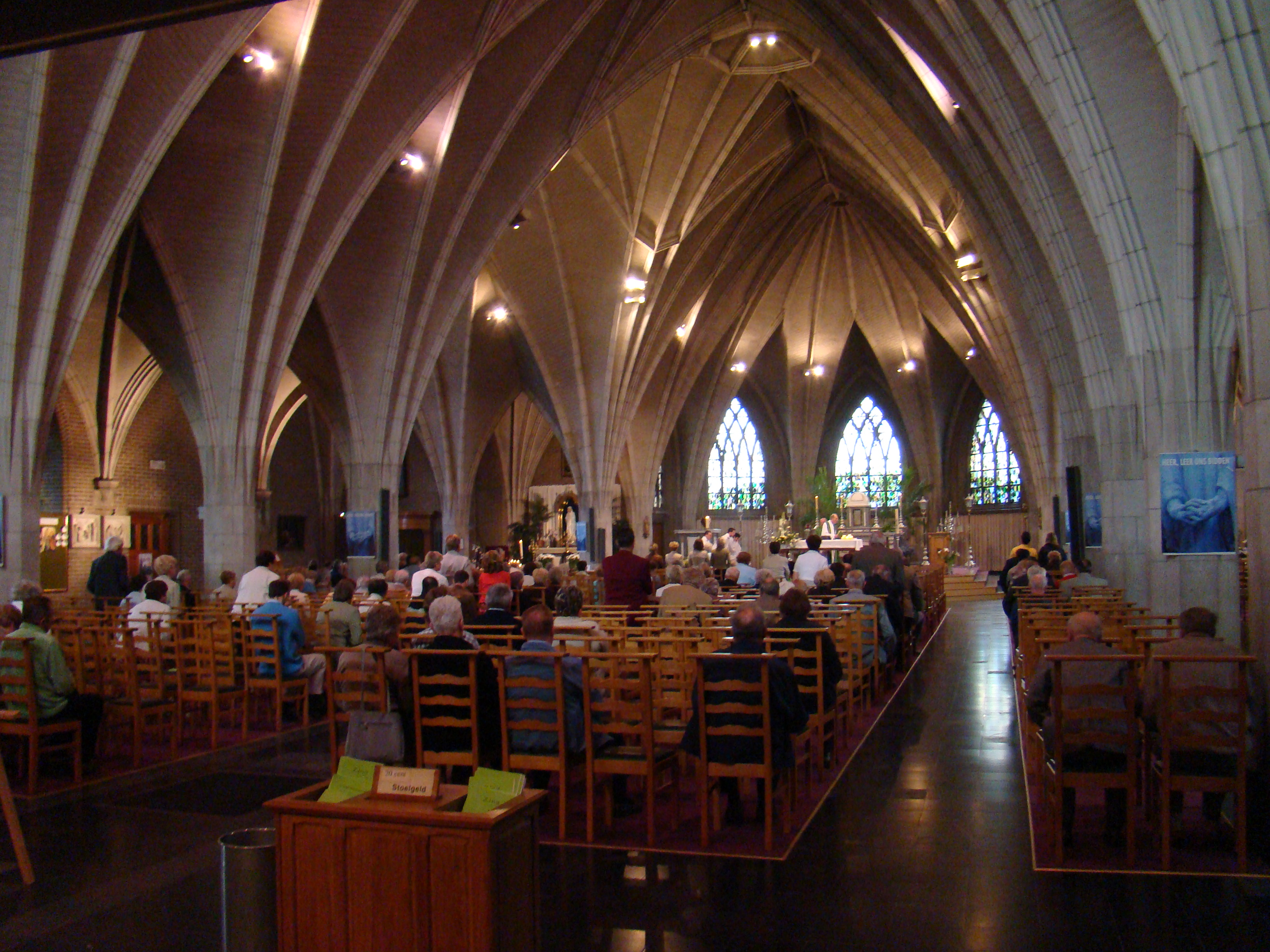
Interieur

De Sint-Laurentiuskerk is de parochiekerk van de West-Vlaamse plaats Wielsbeke, gelegen aan de Markt.

## Geschiedenis
In 1092 werd al een bedehuis te Wielsbeke vermeld, waarvan het patronaatsrecht werd geschonken aan de Sint-Maartensabdij van Doornik. Omstreeks 1400 zou een kerkje aan de Leie zijn gebouwd, terwijl voordien de kerk op een andere plaats lag. In 1578-1579 werd deze kerk door beeldenstormers verwoest. In 1627 zou de kerk weer herbouwd zijn. In 1778 werd deze kerk vervangen door een nieuwe, grotere, kerk naar ontwerp van Jacobus-Franciscus De Clerck.
In mei 1940 werd deze kerk zwaar beschadigd en besloten werd om, meer naar het noorden, een nieuwe kerk te bouwen. Deze werd in 1952-1955, naar ontwerp van Jozef Demeyere, gerealiseerd. De kerk werd gebouwd in de stijl van de moderne gotiek. Bij de kerk ontstond een nieuw dorpscentrum.

## Gebouw
Het betreft een georiënteerde bakstenen kruiskerk met een aangebouwde noordwesttoren en een driezijdig afgesloten koor. De brede middenbeuk en de smallere zijbeuken bevinden zich onder een enkel breed zadeldak.

## Interieur
Opvallend zijn de gewelven die, hoewel gebaseerd op het traditionele kruisribgewelf, in een spitse vorm vanuit de lage pilaren oprijzen en daardoor een soort organische vorm aannemen. Het kerkmeubilair stamt voornamelijk uit 1960. Een Mariabeeld, gered uit het puin van de voorgaande kerk, is ouder, namelijk van de 19e eeuw.